# Ariel Harush
Ariel Harush (hebreiska: אריאל הרוש) född 8 februari 1988 i Jerusalem, är en israelisk fotbollsspelare som spelar för Hapoel Be'er Sheva.

## Klubbkarriär
2010 valdes Harush till Beitar Jerusalems mest värdefulla spelare.
I januari 2021 värvades Harush av Heerenveen, där han skrev på ett halvårskontrakt. Inför säsongen 2021/2022 återvände Harush till Hapoel Be'er Sheva, där han skrev på ett ettårskontrakt med option på ytterligare ett år.

## Landslagskarriär
Ariel Harush var mellan 2009 och förstemålvakt i Israel U21-landslag.